# Rough (manga)
Pour les articles homonymes, voir Rough.
Rough (ラフ, rafu) est une série de shōnen manga de Mitsuru Adachi. Elle est prépubliée dans le magazine Weekly Shōnen Sunday de l'éditeur Shōgakukan puis reliée en douze volumes publiés d'août 1987 à octobre 1989. C'est l'un des rares titres de l'auteur à ne pas avoir connu d'adaptation en dessin animé.
Ce manga a été publié en France en intégralité chez Glénat entre 2005 et 2006.

## Synopsis
Rough reprend l'histoire de Roméo et Juliette, en beaucoup moins sombre. Keisuke Yamato et Ami Ninomiya sont respectivement les fils et fille de deux familles de pâtissiers rivales. Depuis que le grand-père d'Ami est mort sur des paroles de haine envers les Yamato, celle-ci déteste cette famille et en particulier Keisuke (qui lui ne se soucie aucunement de ces histoires). Pourtant, l'attirance entre ces deux jeunes grandit inexorablement, sur un fond de sport (ici la natation) comme dans la majorité des mangas d'Adachi, le tout agrémenté de l'humour bien particulier du mangaka.

## Liste des personnages
- Keisuke Yamato
- Ami Ninomiya
- Kyôtarô Kitano
- Kazuaki Seki
- Takeshi Ogata
- Masaru Kume
- Hiroki Nakanishi